# Bajer (zbiornik wodny)
Bajer – zbiornik zaporowy w Chorwacji utworzony w latach 1947–1950 na rzece Ličanka niedaleko miejscowości Fužine w żupanii primorsko-gorskiej.

## Opis
Zbiornik został zbudowany w celach hydroenergetycznych i współcześnie jest częścią systemu HPP Vinodol. Pełni jednak także funkcję turystyczną. Jego powierzchnia wynosi 0,458 km², a maksymalna głębokość to 7 m. Dopływami zbiornika są rzeki: Kostajnovica i Lepenica. Występujące gatunki ryb to: pstrąg, lipień pospolity, kleń, lin, amur, karp i karaś pospolity.